# 9599 Onotomoko
A 9599 Onotomoko (ideiglenes jelöléssel 1991 UP2) a Naprendszer kisbolygóövében található aszteroida. Endate Kin és Vatanabe Kazuró fedezte fel 1991. október 29-én.